# Hydrochus jaechi
Hydrochus jaechi är en skalbaggsart som beskrevs av Dewanand Makhan 1995. Hydrochus jaechi ingår i släktet Hydrochus och familjen gyttjebaggar. Inga underarter finns listade i Catalogue of Life.